# Villa Fogazzaro Roi
Villa Fogazzaro Roi, l'antica dimora estiva dello scrittore Antonio Fogazzaro, sorge a Oria, località di Valsolda, in provincia di Como, affacciata sulla sponda italiana del Lago di Lugano. Nel 2009 è stata donata al FAI – Fondo Ambiente Italiano dal suo ultimo proprietario, il marchese Giuseppe Roi.

## Storia
Originariamente di proprietà della parrocchia di San Sebastiano, la Villa passò, intorno alla seconda metà dell’Ottocento, alla famiglia Barrera, a cui apparteneva Teresa Barrera, madre di Antonio Fogazzaro. Lo scrittore vi si rifugiò in tenera età, tra il 1848 e il 1849, accolto dallo zio materno Pietro, per allontanarsi dal natio Veneto a quel tempo ancora oppresso dal dominio austriaco.
Nel 1900 la proprietà passò alla famiglia Fogazzaro, imparentatasi nel 1888 con i marchesi Roi, stimati imprenditori vicentini. La Villa si presenta oggi come l’accorpamento di più fabbricati, costruiti attorno a una prima originaria struttura risalente addirittura al XVI secolo, di cui rimane ancora il giardino pensile sul retro. Il considerevole numero di stanze destinate all’accoglienza e alla convivialità testimoniano la grande vitalità della casa al tempo di Fogazzaro, soprattutto durante il periodo estivo, con un via vai continuo di ospiti e amici della famiglia e dello scrittore.
Il cuore della casa è il Salone Siberia, così chiamato per la difficoltà che si riscontrava nel riscaldarlo efficacemente, data la sua vicinanza con la loggia aperta sul lago, e di cui oggi rimane solo il ricordo nel nome della stanza attigua, detta appunto la Loggia. Nella piccola biblioteca, originariamente sala da pranzo, sono conservati i numerosi volumi appartenuti a Fogazzaro e al marchese Roi. Suggestiva la visita alla stanza dell’Alcova in cui è stato ricostruito lo studio dello scrittore.
Nel 1960 il marchese Giuseppe Roi, detto Boso, pronipote di Fogazzaro, ricevette in eredità dallo zio paterno Antonio la Villa di Oria Valsolda, divenendo unico custode delle memorie ivi conservate. Egli stesso si definì: «discendente ed attento, affettuoso depositario e custode delle poche memorie materiali, risparmiate da ben due guerre!».
I lavori di restauro e ammodernamento della dimora da lui compiuti negli anni ’50 e ’60 del Novecento, hanno permesso a molti arredi originali e cimeli di far ritorno nella dimora di Oria, permettendole di recuperare la sua dimensione più autentica. Il marchese Roi fece costruire una nuova area della casa, in cui trovarono posto la sala da pranzo e il suo studio, annesso alla camera da letto. Anche i due piani superiori della Villa furono interessati dai lavori portati avanti da Roi, con l’intento di rendere più confortevoli le numerose camere da letto e i salottini per l’accoglienza degli ospiti. Tra queste spicca per importanza la camera di Antonio Fogazzaro che conserva ancora il letto originale in legno, riccamente intagliato.
Quanti ebbero modo di conoscere il marchese Roi lo ricordano come un uomo gentile e affabile, con una predisposizione e un amore per l’arte in tutte le sue manifestazioni. Fortemente affezionato alle sue origini egli si dedicò allo sviluppo delle potenzialità culturali della sua Vicenza, ma anche alla valorizzazione dell’opera del suo trisavolo Antonio Fogazzaro, oggi poco nota ai più. Non sorprende dunque che, nel 2009, il marchese affidò la Villa di Oria alle cure del FAI, perché potesse aprirla al pubblico.

## Descrizione

### Esterni
Situata sulla riva italiana del Lago di Lugano, nel comune di Oria Valsolda, Villa Fogazzaro Roi è oggi lo scrigno più prezioso delle memorie fogazzariane. Lo scrittore Antonio Fogazzaro elesse infatti la Villa a proprio “luogo dell’anima”, ambientandovi gran parte dei suoi maggiori successi letterari.
Esternamente, la villa è introdotta da una statua in bronzo raffigurante lo scrittore, opera realizzata da Emilio Bisi.
La villa è di stampo ottocentesco, sia per lo stile, che per i suoi spazi raccolti, ed è costituita da un insieme di fabbricati costruiti sul primo nucleo originale del XVI secolo e da numerose stanze, di cui molte dedicate all'accoglienza degli ospiti.

### Interni
Villa Fogazzaro Roi conserva al suo interno le memorie dello scrittore che qui scelse di ambientare gran parte dei suoi romanzi, tra cui il più noto Piccolo mondo antico, che riproduce fedelmente il paesaggio e lo spirito di questo luogo ai tempi di Fogazzaro.
Dimora privilegiata per le villeggiature estive del letterato, la casa divenne luogo del suo divertimento e del suo riposo.
Le stanze della Villa, intime e raccolte, sono colme di fotografie di famiglia e di cimeli, testimonianze dello stile di vita di una famiglia borghese sul finire dell’Ottocento: il vero e proprio Piccolo mondo antico di Fogazzaro, immerso nei paesaggi mozzafiato del Ceresio, tra lago e montagna.
L'aspetto attuale degli interni si deve al meticoloso lavoro di Roi, che agli oggetti originali appartenenti alla famiglia Fogazzaro ha affiancato mobili e manufatti provenienti da altre dimore fogazzariane e di famiglia per valorizzare l'opera e la storia del suo antenato.
La camera da letto e lo studio dello scrittore, ad esempio, sono state ricostruite fedelmente grazie ai lavori di restauro portati avanti da Roi negli anni cinquanta e sessanta del Novecento.

## Curiosità
Nella Stanza dell’Alcova si conserva un oggetto del tutto particolare: lo scrittoio di Antonio Fogazzaro. Ciò che lo rende unico e di grande valore, se così si può dire, “letterario” sono le numerosissime annotazioni manoscritte che punteggiano l’interno del cassetto: ve ne sono addirittura sui bordi, in parte cancellate dallo sfregamento del legno causato dalla continua apertura e chiusura. Una toccante nota, forse la più significativa, si rivolge implorante al figlio Mariano, morto di tifo nel 1895: «Mariano, Mariano, Mariano mio! Fuori da ogni vanità, da ogni passione raccolgo il mio cuore in Dio e in te, 11-8-95». Un’altra, con una tragica coincidenza di date, ci informa del termine del suo romanzo più celebre: «Finito nel pianto il Piccolo mondo antico, 11-8-95».
Ospiti graditi
Data la proverbiale ospitalità di Fogazzaro e della sua famiglia non c’è da stupirsi che egli cedesse di buon cuore la sua camera da letto ai visitatori più cari, facendoli sentire come a casa propria. Ne è testimonianza la poesia autografa che Giacomo Zanella, grande amico dello scrittore, lasciò sul retro della porta, il 10 ottobre 1865, durante uno dei suoi numerosi soggiorni in Villa: «fra tanto variar d’ombre e di luce che sui monti e sul lago il sole induce, una cosa non varia: il lieto volto onde sempre qui vien l’ospite accolto». Ben quattordici anni più tardi il compositore Gaetano Coronaro, anch’egli in visita a Oria, decise di musicare sulla stessa porta la composizione poetica di Zanella.
Culture lontane
Il marchese Giuseppe Roi fu un appassionato viaggiatore e collezionista nonché conoscitore di forme d’arte e di culture anche lontane dall’Europa. All’interno della Villa sono conservate alcune curiose collezioni, frutto di ricerche presso antiquari o ricordi di viaggio come, ad esempio, quella di noci di cocco intagliate visibile nella Galleria.
Il piccolo mondo di Oria 
Fogazzaro ambientò buona parte della sua trilogia, composta da Piccolo mondo antico, Piccolo mondo moderno e Il santo, proprio a Oria Valsolda e nei suoi dintorni. Ai lettori più affezionati non sfuggirà quindi la perfetta corrispondenza tra realtà e finzione letteraria apprezzabile nei dettagli più minuti: come le olea fragrans del giardino pensile, il terrazzino di Franco con la sua aerea «cupolina» e il «tavoluccio rotondo» in ferro battuto, i «cavalieri turchi gialli e rossi» ricamati a mezzo punto da Luisa nella Loggia e molti altri.
Una tavola non comune
A testimonianza del suo forte attaccamento alla casa, il marchese Boso Roi ha stabilito nel proprio testamento accurate «istruzioni per l’apparecchio per dieci commensali» della tavola in Sala da pranzo, imbandita, a rotazione, con due eleganti servizi di piatti, segno di accoglienza per i graditi visitatori. Il marchese si è preoccupato di indicare persino la posizione e il numero delle posate, dei bicchieri e di tutti gli altri complementi della tavola.
Un piccolo mondo nel cinema
Nel 1941 il giardino della Villa e il Salone Siberia divennero alcuni dei set del film Piccolo mondo antico, di Mario Soldati, tratto, con qualche modifica, dall’omonimo successo fogazzariano. Il personaggio di Franco fu interpretato dall’attore Massimo Serato mentre quello di Luisa da Alida Valli. Quest’ultima regalò a Giuseppe Roi, padre di Boso, una fotografia autografata tuttora visibile in Biblioteca.